# Saint-Chély-d'Aubrac
Saint-Chély-d'Aubrac is een gemeente in het Franse departement Aveyron in de regio Occitanie. De plaats maakt deel uit van het arrondissement Rodez.

## Geschiedenis
De gemeente vormde met de aangrenzende gemeente Condom-d'Aubrac het kanton Saint-Chély-d'Aubrac totdat dit op 22 maart 2015 werd opgeheven en de gemeenten werden opgenomen in het op die dag gevormde kanton Aubrac et Carladez. 

## Cultuur
De pelgrimsroute tussen Nasbinals en Saint-Chély-d'Aubrac (17 km) (Chemin du Puy) is opgenomen in het werelderfgoed.

## Geografie
De oppervlakte van Saint-Chély-d'Aubrac bedraagt 78,1 km², de bevolkingsdichtheid is 6,8 inwoners per km².

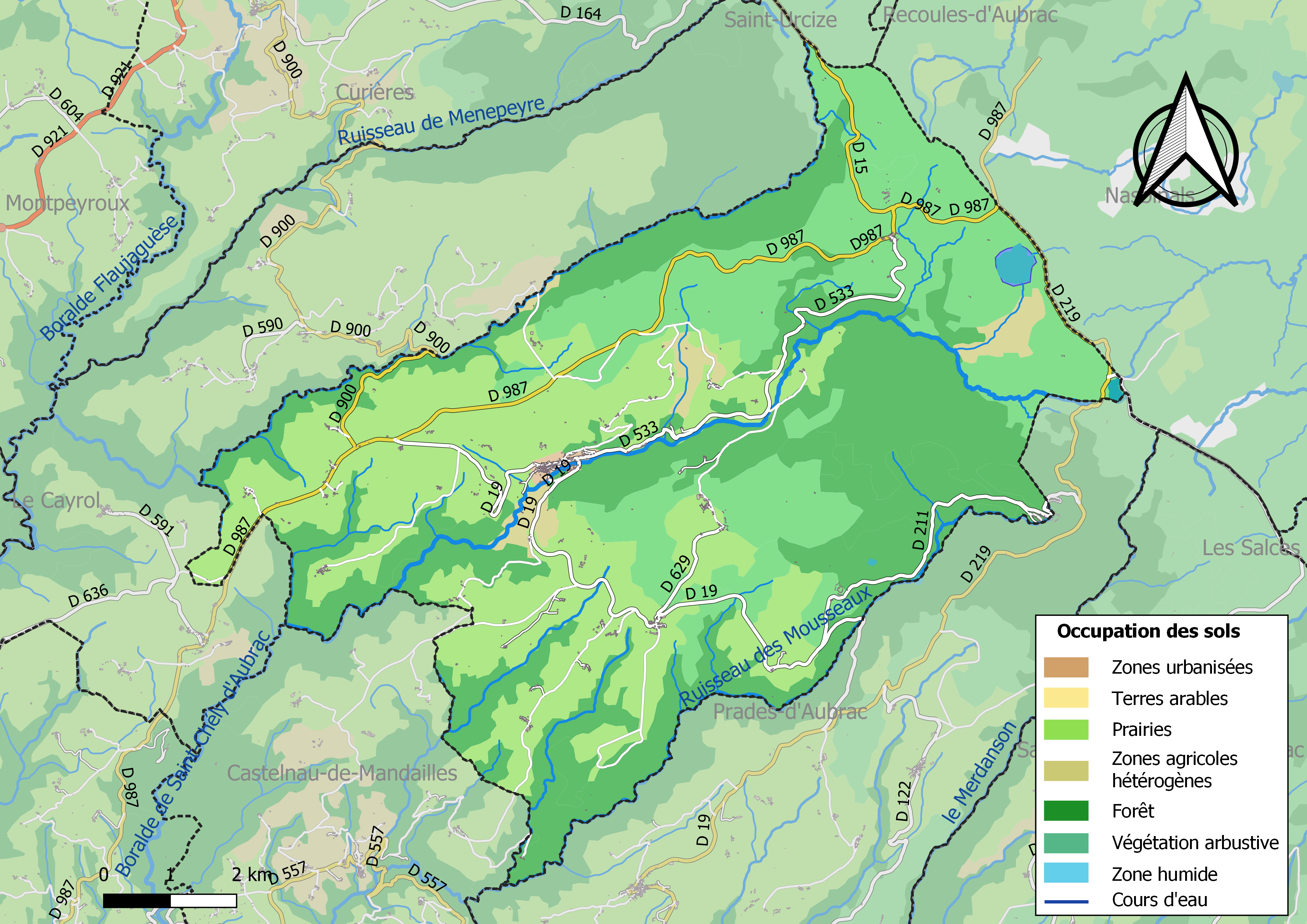
Kaart van de gemeente met de belangrijkste infrastructuur, bodemgebruik en omliggende gemeenten

## Demografie
Onderstaande figuur toont het verloop van het inwonertal (bron: INSEE-tellingen).
Vanwege een beveiligingsprobleem met de MediaWiki Graph-software is het momenteel niet mogelijk deze grafiek weer te geven. Zodra de software is bijgewerkt zal de grafiek vanzelf weer zichtbaar worden.